# The Village Lanterne
The Village Lanterne is het vijfde studioalbum van Blackmore's Night.

## Nummers
1. "25 Years" - 4:58
2. "Village Lanterne" - 5:14
3. "I Guess It Doesn't Matter Anymore" - 4:50
4. "The Messenger" (Blackmore) - 2:55
5. "World of Stone" (Blackmore, Night/volksmelodie) - 4:26
6. "Faerie Queen" / "Faerie Dance" (Blackmore) - 4:57
7. "St. Teresa" (Joan Osborne, Eric Bazilian, Rob Hyman, Rick Chertoff) - 5:26
8. "Village Dance" (Blackmore) - 1:58
9. "Mond Tanz" (Blackmore) / "Child in Time" (Blackmore, Ian Gillan, Roger Glover, Jon Lord, Ian Paice) - 6:12
10. "Streets of London" (Ralph McTell) - 3:48
11. "Just Call My Name (I'll Be There)" - 4:49
12. "Olde Mill Inn" - 3:21
13. "Windmills" - 3:27
14. "Street of Dreams" (Blackmore, Joe Lynn Turner) - 4:31

Alle nummers geschreven door Ritchie Blackmore en Candice Night, behalve daar waar dit anders is aangegeven.